# 不安商法
不安商法（ふあんしょうほう）とは、事業者が情報力・交渉力の格差を背景に消費者への不安を煽ることにより、高額な商品やサービスの購入・契約を迫る悪徳商法。

## 概要
次の様々な不安商法が存在する。
リフォーム商法
リフォーム工事業者の営業マンが「近所で工事を行っております。挨拶に来ました」と各家庭を訪問し、巧みなセールストークや専門用語を駆使して地震や介護の不安を煽り、高額な耐震工事や介護サポート器具工事を行わせる。工事内容は無意味な道具をつけただけであったり、工事を行った結果以前よりも住み心地が悪くなったという例が存在する。
屋根修理商法
屋根工事業者を装おう人物が各家庭を訪問し、強引に屋根に上がり、わざと屋根を破損させて、高額な修理工事の契約を迫る。
給湯器点検商法
「給湯器が寿命です」と嘘をつき、中古機器への交換工事を迫る。→点検商法
就活セミナー商法
学生の就活不安を煽って、高額なセミナーの受講契約を迫る。→セミナー商法
霊感商法
「現在の不幸な状態は、先祖供養をしないからだ」と不安を煽って、高額な祈祷や壺・印鑑・像等を買わせる。→霊感商法

## 関連法規
- 消費者契約法
- 特定商取引法